# Pürevdorjiin Serdamba
Pürevdorjiin Serdamba (født 18. april 1985 mongolsk:Пүрэвдоржийн Сэрдамба;) er en mongolsk amatørbokser, som konkurrerer i vægtklassen let-fluevægt. Serdambas største internationale resultater er en sølvmedalje fra Sommer-OL 2008 i Beijing, Kina, og en guldmedalje fra VM i 2009 i Milano, Italien. Han repræsenterede Mongoliet under Sommer-OL 2008 hvor han vandt en sølvmedalje efter Zou Shiming fra Kina.